# Bolaji Dada
Cecelia Bolaji Dada (nascida em 7 de julho de 1966) foi uma vice-presidente do Governo Local de Apapa e actual comissária para Assuntos da Mulher e Redução da Pobreza no estado de Lagos.

## Infância e educação
Dada nasceu em Lagos e recebeu o B.Sc (Hon.) em química industrial pela Universidade Estadual de Lagos em 1991 e obteve um mestrado em governança corporativa pela Universidade Leeds Beckett em 2009.

## Carreira política
A carreira de Dada na administração começou quando ela foi nomeada como membro da Comissão de Desporto do Estado de Lagos e mais tarde se tornou a Secretária Executiva e duas vezes vice-presidente do Governo Local de Apapa, onde recebeu o prémio de melhor vice-presidente de 2010 Presidente em Lagos.
Dada foi posteriormente nomeada pelo governador Sanwaolu para servir como Comissária para Assuntos da Mulher e Alívio da Pobreza em 2020.
Dada é casada e tem filhos.